# 22. јануар
22. јануар је двадесет други дан у години у Грегоријанском календару. 343 дана (344 у преступним годинама) остаје у години после овог дана.

## Догађаји
- 565 — Цар Јустинијан I је свргнуо цариградског патријарха Евтихија, пошто је патријарх одбио царево наређење да усвоји принципе монофизитске секте афтартодокета.
- 1517 — Војска турског султана Селима и потукла, у бици код Рајданије, близу Каира, мемелучке снаге и седам дана потом ушла у Каиро, прикључивши Египат Отоманском царству.
- 1771 — Шпанија уступила Фолкландска Острва Великој Британији.
- 1808 — Португалски краљ Жоао VI побегао пред Наполеоновим трупама, с краљевском породицом у Бразил и преместио двор из Лисабона у Рио де Жанеиро.
- 1840 — Први британски досељеници стигли на Нови Зеланд.
- 1863 — У делу Пољске који је на основу одлуке Бечког конгреса 1814. и 1815. прикључен Русији избио устанак под вођством „странке црвених“ Јарослава Домбровског. Устанак угушен после неколико месеци, а Пољска 1864. претворена у руску губернију.
- 1905 — Мирни демонстранти, предвођени оцем Гапоном, су масакрирани испред Зимског дворца у Санкт Петербургу.
- 1924 — Ремзи Макдоналд је ступио на дужност као први британски премијер из редова Лабуристичке партије.
- 1941 — Аустралијске и британске снаге су заузеле Тобрук од Италијана после 11 дана опсаде.
- 1944 — Савезници су започели операцију Шингл, амфибијско искрцавање против сила Осовине у области Анција и Нетуна у Италији.
- 1973 — У удесу јорданског „боинга 707“ с муслиманским ходочасницима на повратку из Меке, који се у пламену срушио на аеродрому у нигеријском граду Кано, погинуло 176 особа.
- 1980 — Совјетски дисидент, физичар Андреј Сахаров, добитник Нобелове награде за мир 1975, ухапшен, одузете му почасти и протеран из Москве у Горки.
- 1984 — Епл је представио макинтош, први успешан лични рачунар који је користио графички кориснички интерфејс, током Супербоула XVIII.
- 1990 — Прекинут 14. конгрес СКЈ након одласка словеначких и хрватских делегата.
- 1993 — После годину дана релативног мира, поново се распламсао рат у Хрватској, када су хрватске снаге напале крајишке Србе у зонама под заштитом Уједињених нација. Председник Републике Српске Крајине Горан Хаџић прогласио ратно стање и затражио помоћ Југославије, а у Србији почела присилна мобилизација српских избеглица из Хрватске. Паравојне формације Жељка Ражнатовића Аркана и Драгана Васиљковића из Србије стигле на хрватско ратиште.
- 1995 — У самоубилачкој бомбашкој акцији палестинског терористе у Израелу погинуло 19 и повређено око 60 људи, међу којима је био већи број израелских војника који су на аутобуској станици чекали превоз.
- 1998 — Амерички војници из састава СФОР у Бијељини ухапсили Горана Јелисића оптуженог за ратне злочине на подручју Брчког 1992.
- 2001 — Југославија добила статус специјалног госта у Савету Европе, као знак подршке демократским променама у земљи по одласку са власти Слободана Милошевића, у октобру 2000.
- 2002 —
  - Босна и Херцеговина постала пуноправан члан Парламентарне скупштине Савета Европе.
  - На дводневној међународној донаторској конференцији за обнову Авганистана, у Токију, обећана помоћ од 4,5 милијарди долара.
- 2006 — Поларна зима у Москви однела је још 5 живота - број умрлих од последица смрзавања се попео на 130.
- 2021 — Командант трећег корпуса Армије БиХ Сакиб Махмуљин осуђен је на казну од 10 година затвора за злочине над заробљеним српским цивилима и војницима на подручју Завидовића и Возуће 1995. године.

## Рођења
- 1729 — Готхолд Ефрајм Лесинг, немачки писац, критичар и теоретичар уметности. (прем. 1781)[1]
- 1788 — Џорџ Гордон Бајрон, енглески песник, племић и политичар. (прем. 1824)[2]
- 1863 — Димитрије Т. Леко, српски архитекта и урбаниста. (прем. 1914)[3]
- 1875 — Дејвид В. Грифит, амерички редитељ и продуцент. (прем. 1948)[4]
- 1878 — Тома Росандић, српски вајар, суоснивач и први ректор Академије ликовних уметности у Београду. (прем. 1958)[5]
- 1896 — Сава Шумановић, српски сликар. (прем. 1942)[6]
- 1898 — Сергеј Ајзенштајн, руски редитељ и теоретичар филма. (прем. 1948)[7]
- 1906 — Густав Шебеш, мађарски фудбалер и фудбалски тренер. (прем. 1986)[8]
- 1908 — Лав Ландау, руски физичар и математичар, добитник Нобелове награде за физику (1962). (прем. 1968)[9]
- 1909 — Ен Садерн, америчка глумица. (прем. 2001)[10]
- 1909 — У Тант, бурмански политичар, 3. генерални секретар Организације уједињених нација. (прем. 1974)[11]
- 1924 — Мира Траиловић, српска редитељка и драматуршкиња, суоснивачица и дугогодишња управница Атељеа 212. (прем. 1989)[12]
- 1932 — Пајпер Лори, америчка глумица. (прем. 2023)[13]
- 1933 — Синиша Павић, српски сценариста. (прем. 2024)[14]
- 1933 — Милица Стевановић, српска уметница и академик.[15]
- 1934 — Јован Деретић, српски историчар књижевности. (прем. 2002)[16]
- 1936 — Предраг Живковић Тозовац, српски певач. (прем. 2021)[17]
- 1940 — Џон Херт, енглески глумац. (прем. 2017)[18]
- 1942 — Василиос Танопулос, грчки педијатар, академик и инострани члан Одељења медицинских наука Српске академије наука и уметности.[19]
- 1943 — Марилија Пера, бразилска глумица. (прем. 2015)[20]
- 1949 — Драган Малешевић Тапи, српски сликар. (прем. 2002)[21]
- 1953 — Џим Џармуш, амерички редитељ, сценариста, глумац, продуцент и композитор.[22]
- 1955 — Рајко Жижић, српски кошаркаш и кошаркашки тренер (прем. 2003)[23]
- 1956 — Љиљана Смајловић, српска новинарка.[24]
- 1958 — Никос Анастопулос, грчки фудбалер и фудбалски тренер.[25]
- 1958 — Богдан Станојевић, румунски глумац и политичар српског порекла. (прем. 2021)[26]
- 1959 — Линда Блер, америчка глумица.[27]
- 1964 — Нино Решић, босанскохерцеговачко-српски певач. (прем. 2007)
- 1965 — Дајана Лејн, америчка глумица.[28]
- 1968 — Франк Лебеф, француски фудбалер и глумац.[29]
- 1972 — Кати Барбери, мексичко-америчка глумица.[30]
- 1973 — Рожерио Сени, бразилски фудбалски голман и фудбалски тренер.[31]
- 1974 — Ана Радмиловић, српска књижевница и новинарка. (прем. 2017)[32]
- 1977 — Хидетоши Наката, јапански фудбалер.[33]
- 1980 — Лиз Рајт, америчка музичарка.[34]
- 1983 — Марчело, српски писац и хип хоп музичар.[35]
- 1987 — Шејн Лонг, ирски фудбалер.[36]
- 1988 — Ерик Маколум, амерички кошаркаш.[37]
- 1988 — Грег Оден, амерички кошаркаш.[38]
- 1990 — Ализе Корне, француска тенисерка.[39]
- 1993 — Филип Стојковић, српско-црногорски фудбалер.[40]
- 1995 — Никола Ребић, српски кошаркаш.[41]
- 2001 — Страхиња Ераковић, српски фудбалер.[42]
- 2002 — Филип Анђушић, црногорски кошаркаш.[43]
- 2004 — Марко Лазетић, српски фудбалер.[44]

## Смрти
- 1552 — Едвард Симор, енглески политичар.
- 1799 — Орас-Бенедикт од Сосира, швајцарски физичар.[45]
- 1901 — Викторија Хановерска, британска краљица (рођ. 1819)[46]
- 1917 — Јован Илкић, српски архитекта (рођ. 1857)[47]
- 1973 — Линдон Џонсон, бивши председник САД (рођ. 1908)[48]
- 1989 — Миодраг Андрић - Љуба Мољац, позоришни, филмски и ТВ глумац. (рођ. 1943)[49]
- 2004 — Антон Марти, позоришни и ТВ редитељ. (рођ. 1925)[50]
- 2008 — Миленко Заблаћански, српски глумац (рођ. 1955)[51]
- 2008 — Хит Леџер, аустралијски глумац (рођ. 1979)[52]
- 2009 — Звонимир Скерл, диригент, пијаниста, тромбониста, композитор и аранжер, диригент Биг Бенда РТС-а . (рођ. 1934)[53]
- 2010 — Џин Симонс, британска позоришна, филмска и ТВ глумица и певачица. (рођ. 1919)[54]
- 2015 — Ксенија Мартинов Павловић, српска позоришна, филмска и ТВ глумица. (рођ. 1948)[55]
- 2019 — Дина Рутић, југословенска глумица. (рођ. 1943)[56]

## Празници и дани сећања
- Српска православна црква слави:[57]
  - Светог мученика Полијевкта
  - Преподобног Евстратија
  - Пророка Самеја
  - Светог Петра, епископа Севастијског
  - Светог Филипа митрополита московског
  - Свету Антонину
  - Светог Лаврентија